# Mercedes F1 W03
El Mercedes F1 W03 fue un monoplaza de Fórmula 1 diseñado por el equipo Mercedes para competir en la temporada 2012. Es pilotado por Nico Rosberg y el heptacampeón Michael Schumacher.

## Presentación
El coche fue presentado en Montmeló el 21 de febrero de 2012. Los colores son los mismos del año pasado, gris y turquesa. Los patrocinadores son Petronas, MIG Bank, Aabar, y Puma.

## Resumen de la temporada
El equipo empezó el año mostrando un buen ritmo en la clasificación, pero con muchos problemas en lo relativo al ritmo de carrera.
En el GP de China, Rosberg y Schumacher hacen una gran Q3 para obtener las primeras dos posiciones de la parrilla de inicio, en parte gracias a que el original segundo clasificado Lewis Hamilton es penalizado por cambiar la caja de cambios con 5 posiciones. Así, los Mercedes F1 W03 arrancan en la primera línea, éxito que no se lograba desde el GP de Monza de 1955. En carrera, Rosberg consigue llevarse la victoria con autoridad y devuelve el éxito a Mercedes. Este triunfo fue de gran importancia para la escudería, puesto que en el seno de Mercedes había accionistas que habían mostrado su postura favorable a marcharse de la Fórmula 1 tras los sinsabores de 2010 y 2011.

## Resultados
(Clave) (negrita indica pole position) (cursiva indica vuelta rápida)
| Año     | Motor          | Neu. | N.º | Pilotos            | 1   | 2   | 3   | 4   | 5   | 6   | 7   | 8   | 9   | 10  | 11  | 12  | 13  | 14  | 15  | 16  | 17  | 18  | 19  | 20  | Puntos | Pos. |
| ------- | -------------- | ---- | --- | ------------------ | --- | --- | --- | --- | --- | --- | --- | --- | --- | --- | --- | --- | --- | --- | --- | --- | --- | --- | --- | --- | ------ | ---- |
| 2012    | FO 108Z 2.4 V8 | P    |     |                    | AUS | MYS | CHN | BHR | ESP | MON | CAN | EUR | GBR | GER | HUN | BEL | ITA | SIN | JPN | RCO | IND | ABU | USA | BRA | 142    | 5.º  |
| 2012    | FO 108Z 2.4 V8 | P    | 7   | Michael Schumacher | Ret | 10  | Ret | 10  | Ret | Ret | Ret | 3   | 7   | 7   | Ret | 7   | 6   | Ret | 11  | 13  | 22† | 11  | 16  | 7   | 142    | 5.º  |
| 2012    | FO 108Z 2.4 V8 | P    | 8   | Nico Rosberg       | 12  | 13  | 1   | 5   | 7   | 2   | 6   | 6   | 15  | 10  | 10  | 11  | 7   | 5   | Ret | Ret | 11  | Ret | 13  | 15  | 142    | 5.º  |
| Fuente: |                |      |     |                    |     |     |     |     |     |     |     |     |     |     |     |     |     |     |     |     |     |     |     |     |        |      |